# Synagoge Freudenberg (Baden)

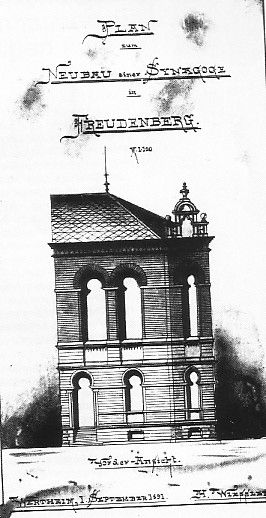
Zeichnung der Synagoge in Freudenberg, 1891 erstellt von Heinrich Wießler

Die Synagoge in Freudenberg (Baden), einer Stadt im Main-Tauber-Kreis in Baden-Württemberg, wurde 1892 errichtet. Die profanierte Synagoge steht an der Ecke Maingasse/Hauptstraße 139. 

## Geschichte
Die Ende der 1850er Jahre erbaute alte Synagoge brannte 1891 ab. Obwohl damals die Zahl der Gemeindeglieder zurückging, beschloss die jüdische Gemeinde Freudenberg, einen Neubau an derselben Stelle zu errichten. Der Bau wurde nach den Plänen des Wertheimer Stadtbaumeisters Heinrich Wießler ausgeführt. Das dreigeschossige Gebäude umfasste neben dem Betsaal auch das rituelle Bad (Mikwe), die Lehrerwohnung und das Gemeindezimmer. Der hohe Synagogenraum nahm die Obergeschosse ein; er bot 29 Männern Sitzplätze und den Frauen weitere auf der Empore. Die neu erbaute Synagoge wurde nur wenige Jahre genutzt, wahrscheinlich nur bis 1908. 

### Zeit des Nationalsozialismus
Beim Novemberpogrom 1938 demolierten SA-Männer aus Wertheim und Freudenberg die Synagoge. Sie zerschlugen die Inneneinrichtung und warfen die Trümmer zusammen mit den Torarollen und anderen Kultgegenständen aus den Fenstern des Betsaales; Gemeindearbeiter mussten alles am nächsten Tag auf den örtlichen Schuttplatz fahren. Dabei schaffte Anton Beck eine Schriftrolle heimlich beiseite und versteckte sie. 1979 wurde sie in die Synagoge der Siedlung Kedumim bei Nablus im Westjordanland gegeben.

### Nach 1945
1945 beschlagnahmten die Alliierten das Synagogengebäude und übergaben es der jüdischen Vermögensverwaltung JRSO. Diese verkaufte das Gebäude 1952 an die Gemeinde Freudenberg, wenig später kam es in Privatbesitz. Seit dem Umbau in den 1950er Jahren wird die ehemalige Synagoge als Wohnhaus genutzt.
Seit 2015 wird das ehemalige Gotteshaus als Meditationsraum, sozialer Treffpunkt und psychotherapeutische Praxis genutzt.